# Nemophas bicinctus
Nemophas bicinctus es una especie de escarabajo longicornio del género Nemophas, subfamilia Lamiinae. Fue descrita científicamente por Lansberge en 1880.
Se distribuye por Indonesia. Posee una longitud corporal de 23-42 milímetros. El período de vuelo de esta especie ocurre en los meses de febrero, marzo, abril, junio, julio, septiembre y octubre.